# Tomulești (okręg Ardżesz)
Tomulești – wieś w Rumunii, w okręgu Ardżesz, w gminie Poienarii de Argeș. W 2011 roku liczyła 47 mieszkańców.